# Timothy Hunter
Timothy Hunter (a menudo llamado Tim Hunter) es un personaje ficticio de cómic en el universo de DC Comics, un joven hechicero que realizó su primera aparición en la miniserie de cuatro partes Los libros de la magia (The Books of Magic; 1990-91) escrita por Neil Gaiman e ilustrada por John Bolton.

## Similitudes con Harry Potter
Muchas personas han notado similitudes entre Timothy Hunter (un adolescente inglés de lentes, con problemas familiares y un búho como mascota) y el posterior y más famoso Harry Potter de las novelas de la autora británica J.K. Rowling. Los cómics con Timothy Hunter como protagonista empezaron a ser publicados con mucha anterioridad a los libros de Harry Potter: Los Libros de la Magia, la primera serie del personaje, vio la luz en 1994, y desde entonces hasta ahora, bajo distintas cabeceras, han seguido publicándose las andanzas del mago adolescente.  
Neil Gaiman ha dicho que «cualquier similitud entre Harry Potter y Tim Hunter es muy superficial y refleja el hecho de que ambos sigan el mismo arquetipo».

## Filmografía
| Año  | Título                       | Guionista | Productor | Director |
| ---- | ---------------------------- | --------- | --------- | -------- |
| 1993 | The Saint of Fort Washington |           |           | ✓        |
| 2018 | Looking Glass                |           |           | ✓        |
| 2020 | Smiley Face Killers          |           |           | ✓        |

- Datos: Q3991510